# Witold Abańkin
Witold Abańkin (ros.) Витольд Андреевич Абанькин (ur. w 1946) – działacz społeczny, dysydent. 
Bratanek admirała Abańkina. W latach 1965–1966 odbywał służbę wojskową na terytorium NRD. W 1966 został aresztowany pod zarzutem zdrady ojczyzny z zamiarem przejścia do RFN; do 1978 przebywał w areszcie. Był uczestnikiem walki o prawa więźniów politycznych. Przyjaciel poety i obrońcy praw Jurija Gałanskowa. 
Po wyjściu na wolność mieszkał w Rostowie nad Donem, brał udział w działaniach obrońców prawa .